# Gare d'Halanzy
La gare de Halanzy est une gare ferroviaire belge de la ligne 165, d'Athus à Libramont, située à Halanzy section de la commune d'Aubange, dans la province de Luxembourg en Région wallonne.
Elle est mise en service en 1876. C'est une halte voyageurs de la Société nationale des chemins de fer belges (SNCB) desservie, uniquement les jours ouvrables, par des trains Omnibus (L) et d’Heure de pointe (P).

## Situation ferroviaire
Établie à 273 mètres d'altitude, la gare de Halanzy est située au point kilométrique (PK) 24,70 de la ligne 165, d'Athus à Libramont, entre les gares ouvertes de Aubange et de Virton.

## Histoire
La station d'Halanzy est mise en service, uniquement pour les marchandises, le 6 novembre 1876, lors de l'ouverture à l'exploitation du tronçon d'Athus à Signeulx de la future ligne « Athus-Meuse ». Le service des voyageurs est ouvert le 20 janvier 1877.
En 1982, le service des voyageurs est menacé sur la ligne. La fermeture intervient le 3 juin 1984 à la suite de la mise en vigueur du plan IC-IR réalisé par Herman De Croo, ministre des communications.
Le dernier chef de gare de Halanzy en fonction, lors de la fermeture en 1984, est José Ongena.
Le service des voyageurs est réinstauré le 14 mai 2007 après 23 ans de combat par Les amis du rail d'Halanzy ainsi que les forces vives de la province de Luxembourg. À partir du 5 juin 2021, Halanzy, Aubange, Athus et Messancy sont de nouveau desservies par des trains de voyageurs le week-end également.
Le bâtiment de la gare resté à l'abandon quelques années a été acheté par la commune d'Aubange en 2005 et restauré. La gare abrite actuellement trois associations de Halanzy : le syndicat d'initiative (Amifer), « les amis du rail d'Halanzy », ainsi que l'association « La Mine Hier », située dans un musée minier au deuxième étage de la gare afin de maintenir vivant le passé minier d'Halanzy.
Bien que la ligne 165 soit électrifiée en 25 kV, le service voyageurs fut assuré par des autorails de la série 41 car la SNCB ne disposait alors d’aucune automotrice 25 kV (les engins bitension disponibles étant déjà fort utilisés sur les relations vers Lille). Depuis le 10 décembre 2012, les rames « Desiro » bi-tension 3 kV et 25 kV ont remplacé les AR 41.
Le fret marchandises est tracté par des locomotives de la série 13 (SNCB) ou 3000 (CFL).

## Service des Voyageurs

### Accueil
Halte SNCB, c'est un point d'arrêt non gardé (PANG) à accès libre.
En association avec la SNCB, Les amis du rail d'Halanzy (ARH) tiennent un guichet dans la gare. Le guichet est accessible tous les mardis et vendredis de 18h00 à 20h15.
Il est possible à ce guichet de faire la démarche pour l'obtention d'un abonnement scolaire ou autres, mais également de renouveler l'abonnement.
Il est également possible de se procurer une Key Card (court trajet), des Go Pass et Rail Pass. Pour les Go Pass et Rail Pass, il est nécessaire de passer commande lors de la permanence précédente ou la veille de la permanence au 0476/67.03.51.

### Desserte
Halanzy est desservie par des trains Omnibus (L) et d’Heure de pointe (P) de la SNCB, qui effectuent des missions sur la ligne 165.
En semaine la gare est desservie par des trains L Libramont - Bertrix - Virton - Athus - Arlon (toutes les heures).
Il existe également des trains P supplémentaires :
- un train P de Virton à Arlon et un de Bertrix à Arlon (le matin) ;
- un train P d’Arlon à via Libramont (l’après-midi) ;
- un train P de Libramont à Arlon (l’après-midi).

Lors de la réouverture de la desserte en 2007, la desserte en semaine était basée sur un train omnibus toutes les deux heures. Le nombre de trains d'heure de pointe étant plus élevé afin d'avoir a minima une desserte à l'heure durant ces périodes. Par ailleurs, quelques paires de trains de pointe assuraient une relation Virton - Luxembourg sans rupture de charge à Athus ou Rodange. Ils ont été "suspendus" en raison de l'incompatibilité du matériel utilisé avec les évolutions des contraintes de compatibilité avec la signalisation de la ligne.
En 2014, le plan de transport triannuel de la SNCB rogne sur l'offre avec la suppression des premiers et derniers trains de la ligne. 
En 2017, le plan de transport suivant instaure la cadence horaire et la connexion des trains L Libramont - Arlon via Virton aux trains L Arlon - Libramont via Marbehan.
En 2020, le nouveau plan de transport instaure la prolongation des trains L Libramont - Virton jusqu'à Athus et Arlon à la fréquence d'un toutes les deux heures les week-ends et jours fériés. La modification n'entre en application qu'en juin 2021 en raison d'un chantier sur la Ligne 167 à Athus.

### Intermodalité
Un parc pour les vélos et un parking pour les véhicules y sont aménagés. La correspondance avec les autobus se fait à l'arrêt "Halanzy Kiosque" situé au centre du village à 500 m. de la gare, ou plus rarement à l'arrêt "Halanzy EPE" situé rue Mathieu à 400 m de la gare.

## Comptage voyageurs
Le graphique et le tableau montrent le nombre de passagers qui en moyenne embarquent durant la semaine, le samedi et le dimanche.
| Nombre de voyageurs qui embarquent à la gare d'Halanzy | Nombre de voyageurs qui embarquent à la gare d'Halanzy | Nombre de voyageurs qui embarquent à la gare d'Halanzy | Nombre de voyageurs qui embarquent à la gare d'Halanzy |
|                                                        | Semaine                                                | Samedi                                                 | Dimanche                                               |
| ------------------------------------------------------ | ------------------------------------------------------ | ------------------------------------------------------ | ------------------------------------------------------ |
| 1977                                                   | 46                                                     | 8                                                      | -                                                      |
| 1978                                                   | 42                                                     | 16                                                     | -                                                      |
| 1979                                                   | 56                                                     | 15                                                     | -                                                      |
| 1980                                                   | 58                                                     | 10                                                     | -                                                      |
| 1981                                                   | 57                                                     | 8                                                      | -                                                      |
| 1982                                                   | 58                                                     | 9                                                      | -                                                      |
| 1983                                                   | 73                                                     | 19                                                     | -                                                      |
| 1984                                                   | -                                                      | -                                                      | -                                                      |
| 1985                                                   | -                                                      | -                                                      | -                                                      |
| 1986                                                   | -                                                      | -                                                      | -                                                      |
| 1987                                                   | -                                                      | -                                                      | -                                                      |
| 1988                                                   | -                                                      | -                                                      | -                                                      |
| 1989                                                   | -                                                      | -                                                      | -                                                      |
| 1990                                                   | -                                                      | -                                                      | -                                                      |
| 1991                                                   | -                                                      | -                                                      | -                                                      |
| 1992                                                   | -                                                      | -                                                      | -                                                      |
| 1993                                                   | -                                                      | -                                                      | -                                                      |
| 1994                                                   | -                                                      | -                                                      | -                                                      |
| 1995                                                   | -                                                      | -                                                      | -                                                      |
| 1996                                                   | -                                                      | -                                                      | -                                                      |
| 1997                                                   | -                                                      | -                                                      | -                                                      |
| 1998                                                   | -                                                      | -                                                      | -                                                      |
| 1999                                                   | -                                                      | -                                                      | -                                                      |
| 2000                                                   | -                                                      | -                                                      | -                                                      |
| 2001                                                   | -                                                      | -                                                      | -                                                      |
| 2002                                                   | -                                                      | -                                                      | -                                                      |
| 2003                                                   | -                                                      | -                                                      | -                                                      |
| 2004                                                   | -                                                      | -                                                      | -                                                      |
| 2005                                                   | -                                                      | -                                                      | -                                                      |
| 2006                                                   | -                                                      | -                                                      | -                                                      |
| 2007                                                   | 67                                                     | -                                                      | -                                                      |
| 2008                                                   | -                                                      | -                                                      | -                                                      |
| 2009                                                   | 92                                                     | -                                                      | -                                                      |
| 2010                                                   | -                                                      | -                                                      | -                                                      |
| 2011                                                   | -                                                      | -                                                      | -                                                      |
| 2012                                                   | 97                                                     | -                                                      | -                                                      |
| 2013                                                   | 92                                                     | -                                                      | -                                                      |
| 2014                                                   | 118                                                    | -                                                      | -                                                      |
| 2015                                                   | 68                                                     | -                                                      | -                                                      |
| 2016                                                   | 85                                                     | -                                                      | -                                                      |
| 2017                                                   | 76                                                     | -                                                      | -                                                      |
| 2018                                                   | 84                                                     | -                                                      | -                                                      |
| 2019                                                   | 78                                                     | -                                                      | -                                                      |
| 2020                                                   | 56                                                     | -                                                      | -                                                      |
| 2021                                                   | -                                                      | -                                                      | -                                                      |
| 2022                                                   | 74                                                     | 18                                                     | 16                                                     |
| 2023                                                   | 104                                                    | 21                                                     | 22                                                     |
| 2024                                                   | 152                                                    | 57                                                     | 59                                                     |